# Challenger de Cagliari 2024
El torneo Sardegna Open 2024 fue un torneo de tenis perteneció al ATP Challenger Tour 2024 en la categoría Challenger 175. Se trató de la 4ª edición; el torneo tuvo lugar en la ciudad de Cagliari (Italia), desde el 30 de abril hasta el 5 de mayo de 2024 sobre pista de tierra batida al aire libre.

## Jugadores participantes del cuadro de individuales
| Preclasificado | País                      | Jugador             | Rank1 | Posición en el torneo    |
| 1              | Bandera de Estados Unidos | Frances Tiafoe      | 21    | Segunda ronda            |
| 2              | Bandera de Italia         | Lorenzo Musetti     | 29    | FINAL                    |
| 3              | Bandera de Argentina      | Mariano Navone      | 41    | CAMPEÓN                  |
| 4              | Bandera de Estados Unidos | Christopher Eubanks | 44    | Segunda ronda            |
| 5              | Bandera de Italia         | Lorenzo Sonego      | 52    | Segunda ronda            |
| 6              | Bandera de Hungría        | Márton Fucsovics    | 53    | Cuartos de final, retiro |
| 7              | Bandera de Portugal       | Nuno Borges         | 56    | Cuartos de final         |
| 8              | Bandera de Italia         | Luciano Darderi     | 60    | Semifinales              |

- 1 Se ha tomado en cuenta el ranking del 22 de abril de 2024.

### Otros participantes
Los siguientes jugadores recibieron una invitación (wild card), por lo tanto ingresan directamente al cuadro principal (WC):
- Francesco Maestrelli
- Giulio Zeppieri
- Frances Tiafoe

Los siguientes jugadores ingresan al cuadro principal tras disputar el cuadro clasificatorio (Q):
- Juan Manuel Cerúndolo
- Jesper de Jong
- Gabriel Diallo
- Shintaro Mochizuki

## Campeones

### Individual Masculino
- Mariano Navone derrotó en la final a  Lorenzo Musetti por 7–5, 6–1

### Dobles Masculino
- Sriram Balaji /  Andre Begemann derrotaron en la final a  Boris Arias /  Federico Zeballos por 6–4, 6–7(3), [10–6]